# Gern (München)
Gern ([ɡɛʁn] ) ist ein Stadtviertel der bayerischen Landeshauptstadt München. Zusammen mit Neuhausen und Nymphenburg bildet es den Stadtbezirk 9 Neuhausen-Nymphenburg.

## Geschichte
Der früheste urkundliche Beleg für Gern stammt aus dem Jahre 1025, als es zu den Lehen des Freisinger Bischofs Egilbert von Moosburg gehörte, während Neuhausen und Kemnaten (so der alte Name Nymphenburgs) erst in der zweiten Hälfte des 12. Jahrhunderts in Schäftlarner Klosterurkunden erwähnt werden. In einem Verzeichnis aus den Jahren 1149 bis 1155 wird es als Kerin erwähnt, durch Lautverschiebung K zu G wurde es später Gern genannt. Bis zur Säkularisation 1803 waren die fünf Anwesen im Besitz des Hochstifts Freising, als sechstes Anwesen wurde später das Jägerhäusl errichtet. Gegen Mitte des 19. Jahrhunderts entwickelte sich die Siedlung Gern von einem Bauerndorf zu einer Villenvorstadt Münchens. 1899 wurde die Landgemeinde Nymphenburg mit Gern nach München eingemeindet.

## Villenkolonie Gern
Die Villenkolonie Gern ist die älteste Münchner Reihenhaussiedlung. Sie wurde ab 1892 um die Böcklinstraße durch die Firma Heilmann & Littmann errichtet. Es handelt sich um zweistöckige, in Gruppen zusammengefasste Haustypen im Landhausstil mit historisierenden Formen und unterschiedlichen Grundrissen, die heute zum Teil unter Denkmalschutz stehen. 
Die U-Bahn-Station Gern wurde mit den Entwürfen der Haus- und Lagepläne der Villenkolonie und anderen Unterlagen zur Stadtviertelgeschichte, die auf große Hinterglasflächen projiziert wurden, dekorativ ausgestaltet.

## Wichtige historische Örtlichkeiten
- Oswald-Hof: Brauerei mit Biergarten
- Gerner Bad: Erholungsbad am Nymphenburg-Biedersteiner-Kanal
- Gerner Bräu: Von der Löwenbräu AG aufgekaufte Brauerei
- Dall’Armi-Bürgerheim
- Dantebad
- Münchner Waisenhaus
- Taxispark (ehemals: Erholungspark für Kriegs- und Körperbeschädigte)
- Taxisgarten
- Dantestadion
- St.-Laurentius-Kirche
- Haus Heilig-Geist

## Persönlichkeiten, die in Gern leb(t)en
- Julius Adam, Maler
- Manfred Bieler, Schriftsteller
- Vittorio Casagrande, Sänger, Schauspieler und Maler
- Lena Christ, die bekannte bayerische Schriftstellerin, wohnte zeitweise in der Gerner Künstlerkolonie (Wilhelm-Düll-Str. 5).
- Helene von Dönniges, Schriftstellerin und Schauspielerin, wohnte zeitweise in der Gerner Straße
- Karl Freytag, Lehrer, Schulleiter, Kunsterzieher, Künstler und Organisator kultur- und volkswirtschaftlicher Verbände
- Erika Fuchs, Übersetzerin
- Mathias Gasteiger, Bildhauer und Zeichner
- Anna Gasteiger, Malerin
- Martin Gregor-Dellin, Schriftsteller, wohnte in der Nederlinger Straße.
- Jakob Heilmann, Baumeister
- Thomas Theodor Heine, der Simplicissimus-Zeichner, wohnte in der Klugstraße.
- Anna Klein, Malerin
- Philipp Lahm, ehemaliger deutscher Fußballnationalspieler, Spieler des FC Bayern München
- Rudolf Maison, Bildhauer, Tizianstr. 16 (Atelier soll sogar erhalten sein)
- Philipp Röth, Landschaftsmaler